# Ramon Amigó Anglès
Ramon Amigó Anglès (Reus, Baix Camp, 16 de gener de 1925 - Reus, 16 de setembre de 2011) va ser un escriptor, professor de català i onomatòleg.

## Biografia
Fill de Ramon Amigó Pujol, de Falset, i Rosa Anglès Solé, de Reus. Va tenir un germà, que no va arribar a conèixer, perquè va morir abans de néixer ell. També va tenir una germana, Rosa. Va iniciar la seva formació al col·legi Cros de Reus i l'any 1936 va començar al Grup Escolar Francesc Macià. L'any següent va començar el curs a l'institut, però no el va acabar perquè es va traslladar a la Selva a causa de la guerra, on es va estar fins a començament de 1939. És destacable que estudiés català, francès i anglès, a més de principis de llatí, a través d'ensenyaments no formals. Teresa Miquel i Pàmies, deixebla de Pompeu Fabra, va influir de manera decisiva en la dedicació a la formació de mestres de català de Ramon Amigó. En el mateix període (anys 40) Joaquim Santasusagna exercí també de mestre d'Amigó en matèria literària i política. A causa de l'empresonament del seu pare, un cop acabada la guerra, ell va haver de deixar els estudis per posar-se a treballar en una empresa exportadora de fruita seca, on es va ocupar de la correspondència internacional perquè dominava el francès, l'anglès i l'alemany.
Vinculat a l'excursionisme científic, la seva relació amb el geògraf Josep Iglésies i amb l'erudit i activista Joaquim Santasusagna, accentuaren l'interès d'Amigó per l'estudi conscient del territori, que es concretà en les seves actuacions a l'Associació Excursionista de Reus, entitat fundada la tardor de 1947 i de la que en fou president, en la catalanització del seu Butlletí a partir dels anys seixanta, i en el coneixement històric i lingüístic dels termes del Camp de Tarragona. Els seus primers treballs van fer possible la reedició de la guia excursionista Les muntanyes de Prades, el Montsant i Serra la Llena (1960). En la postguerra, a la segona meitat dels anys quaranta participà en concentracions culturals clandestines, conegudes amb el nom de «maquis de la poesia», vinculades també amb Joaquim Santasusagna. Amb Xavier Amorós i Josep Maria Arnavat (els tres eren coneguts com "La Triple A") va col·laborar el 1949 en el grup "Amics de la Poesia", sota l'aixopluc de la Secció de Literatura de l'aleshores reobert Centre de Lectura de Reus.
El 1961, el filòleg, amb el mestratge de la professora Teresa Miquel impulsà, juntament amb un altre professor, Robert Miralles, l'organització de cursos de català vinculats amb la Junta Assessora d'Ensenyament d'Òmnium Cultural, amb l'objectiu de crear un nucli de professors preparats per a difondre'n la llengua. A patir de 1966 aquest projecte es concretà amb l'organització de la Secció de Formació del Fòrum Joventut, associació que tenia el suport de la Prioral de Sant Pere de Reus. També es van començar a dur a terme els cursos elementals per correspondència per diferents pobles del Camp de Tarragona, l'abast del qual va arribar a dotzenes d'inscrits.
Amigó participà en dues associacions ciutadanes d'especial significació: l'Associació d'Estudis Reusencs i El Centre de Lectura. De la primera entitat, dedicada a publicar recerques historiogràfiques i culturals sobre Reus i el Baix Camp, Amigó en va ser secretari entre 1959 i 1975, on catalanitzà els documents interns d'aquella institució. També en va ser president entre 1979 i 1997, etapa durant la qual es van redactar uns nous Estatuts (1984) i es van publicar recerques vinculades amb la filologia, a més de la temàtica habitual. Va ser president del Centre de Lectura entre el juny de 1973 i el juny de 1975, dirigint la Revista de l'entitat. Va vincular el Centre amb activitats de caràcter nacional, com la Flama de la Llengua Catalana.
Va ser considerat una figura clau dins de l'estudi de l'onomàstica i el mestre d'una generació d'erudits al Camp de Tarragona.
Va publicar diversos llibres de toponímia i guies itineràries de la Catalunya Nova. Va fer cursos d'onomàstica a la Universitat de València, a la Universitat de Lleida i a la Universitat Rovira i Virgili de Tarragona. A partir del 1980 i fins a la seva mort, va ser vicepresident de la Societat d'Onomàstica de Catalunya. Des del 1994 a la seva mort fou membre corresponent de la Secció Filològica de l'Institut d'Estudis Catalans. El 1997 fou guardonat amb la Creu de Sant Jordi.
Morí a Reus el 16 de setembre de 2011 i el seu funeral se celebrà al tanatori de ciutat, on la bandera onejà a mitja asta amb un crespó negre. La ciutat de Reus li ha dedicat una plaça davant del Mas Iglésies, seu actual del Centre de la Imatge i Fototeca Municipal.

## Obres
- Els topònims de la ciutat i el terme de Reus. Reus: Associació d'Estudis Reusencs, 1957. Premi Eduard Brossa 1955 de la Societat Catalana de Geografia.[4]
- Les muntanyes de Prades, el Montsant i Serra la Llena. Amb Josep Iglésies i Fort i Joaquim Santasusagna. Barcelona: Rafael Dalmau, 1960
- Els topònims del terme municipal i del poble de La Mussara. Tarragona: La Diputació, 1963. Premi Eduard Brossa 1961 de la Societat Catalana de Geografia.[5]
- Els topònims del terme municipal i del poble de Constantí. Tarragona: La Diputació, 1968
- Toponímia dels termes municipals i nuclis de població de Castellvell del Camp i d'Almoster. Reus: Associació d'Estudis Reusencs, 1968
- Toponímia de Vila-seca de Solcina i del seu terme municipal. Vila-seca: Salou: Agrupació Cultural de Vila-seca - Salou, 1978
- Toponímia de terme municipal de Vilallonga de Ter. Barcelona: Fundació Salvador Vives Casajuana, 1979 ISBN 8423201384
- Noms de lloc i de persona del terme de Prades. Reus: Associació d'Estudis Reusencs; Prades: l'Ajuntament, 1985 ISBN 8439841183
- Materials per a l'estudi dels noms de lloc i de persona i renoms del terme de Reus. Reus: Associació d'Estudis Reusencs, 1988. ISBN 8486387655
- Sobre inventaris de noms de lloc: introducció metodològica. Reus: Centre de Lectura, 1989
- Noms actuals i pretèrits del terme antic de Cornudella de Montsant. Amb Joan Bpta. Espasa Ballester. Reus: Associació d'Estudis Reusencs, 1990 ISBN 8440484364
- Evarist Fàbregas i el seu temps. Amb Jordi Tous i Enric Ucelay Da Cal. Reus: Centre de Lectura, 1990 ISBN 8440464916
- L'ensenyança de la llengua catalana, des de Reus, sota el franquisme: homenatge a Teresa Miquel i Pàmies. Reus: Centre de Lectura, 1994 ISBN 8487873103
- Siurana de Prades: enllà de la llegenda i la història. Barcelona: Fundació Roger de Belfort: Institut d'Estudis Catalans, 1995 ISBN 8472832821
- Amb penyals d'un blau cansat. Reus: Centre de Lectura, 1998 ISBN 8487873251
- Siurana de Prades: la terra i la gent. Barcelona: Rafael Dalmau, 1998 ISBN 8423205266
- Introducció a la recerca en toponímia i antroponímia. Barcelona: Abadia de Montserrat, 1999. ISBN 8484150755
- Les Places del Mercat a la ciutat de Reus : Un assaig historicista. Reus: Centre de Lectura, 1999 ISBN 8487873316
- Llenguatge endins: un recorregut històric pels noms de lloc . Reus: Centre de Lectura, 2000. ISBN 8487873332
- L'Albi i els seus noms. Barcelona: Institut d'Estudis Catalans, 2001.
- El tràfic amb el fred, al Camp de Tarragona: segles XVI - XIX. Barcelona: Abadia de Montserrat, 2002 ISBN 848415422X
- Les Etimologies, el territori de Tarragona, l'aigua, a Reus: un tríptic reusenc. Reus: Associació d'Estudis Reusencs, 2004 ISBN 8493232475
- Homenatges, debats i records de muntanya. Reus: Centre de Lectura: Centre d'Amics de Reus, 2005 ISBN 8487873588
- Espigoladures onomàstiques. Barcelona: Abadia de Montserrat, 2005 ISBN 8484157172
- La Mussara un vell afecte: notícies històriques disperses. Barcelona: Rafael Dalmau, 2006 ISBN 8423206971
- Onomàstica del terme municipal de Constantí. Barcelona: Institut d'Estudis Catalans, 2008 ISBN 9788472839847
- Onomàstica del terme municipal de Pratdip. Barcelona: Institut d'Estudis Catalans, 2010.
- Onomàstica del terme municipal de Porrera. Barcelona: Institut d'Estudis Catalans, 2011 ISBN 9788499650715
- Onomàstica i llenguatge: de cap a cap del país. Barcelona: Rafael Dalmau, 2011 ISBN 9788423207558

## Premis i distincions
- 1955: Premi Eduard Brossa, de la Societat Catalana de Geografia.[4]
- 1961: Premi Eduard Brossa, de la Societat Catalana de Geografia.[5]
- 1997: Creu de Sant Jordi.[2]
- Medalla d'Or de Reus[3]